# Galianthe ramosa
Galianthe ramosa är en måreväxtart som beskrevs av Elsa Leonor Cabral. Galianthe ramosa ingår i släktet Galianthe och familjen måreväxter. Inga underarter finns listade i Catalogue of Life.